# Mare de Déu del Carme de Montbrió del Camp
La Mare de Déu del Carme de Montbrió del Camp és una església amb elements neoclàssics i romàntics de Montbrió del Camp (Baix Camp) protegida com a Bé Cultural d'Interès Local.

## Descripció
Església-capella que consta d'una nau amb capelles laterals poc fondes. Consta d'un campanar força alt, de base quadrada i cos hexagonal, amb algunes finestres d'arc de mig punt i òculs circulars al damunt. La coberta és piramidal.

## Història
Capella de l'antic convent de les Germanes Carmelites construïda cap el 1875. Es troba emplaçada vora el Col·legi que va ser palau dels marquesos de l'Olivar.
Els anys 1989-1990 fou restaurat el convent (subvencionat pel Departament de Cultura de la Generalitat de Catalunya).